# Eduard Bergmann (Unternehmer)
Eduard Bergmann (* 29. September 1897 in Coppenbrügge; † 6. September 1973 in Hannover) war ein deutscher Kaufmann, Verbandsfunktionär und Honorarkonsul von Dänemark.

## Leben
Geboren zur Zeit des Deutschen Kaiserreichs in dem niedersächsischen Ort Coppenbrügge als Sohn eines Landwirts, ging Eduard Bergmann nach seinem Schulbesuch zum Studium der Fächer Rechtswissenschaften, Geschichte und neuere Sprachen nach Göttingen an die dortige Georg-August-Universität, wo er als Dr. jur. und Dr. phil. abschloss. Während des Studiums wurde er Mitglied der Studentenverbindung Turnerschaft Gottingo-Normannia.
Anschließend leitete Bergmann zunächst als Syndikus die hannoversche Niederlassung des schwedischen Haushaltsgeräteherstellers Electrolux. Am 30. Juni 1927 wurde Bergmanns Tochter Inge geboren.
Im Jahr des Beginns der Weltwirtschaftskrise übernahm Bergmann 1929 die in finanzielle Schwierigkeiten geratene und seinerzeit noch kleine hannoversche Elektrogroßhandlung Hermann Albert Bumke in der damaligen Rundestraße, die er rasch um weitere Geschäftsbereiche wie Sanitär und Heizung erweiterte.
Ab 1933, dem Jahr der Machtergreifung durch die Nationalsozialisten, und bis zu seinem Tode engagierte sich Bergmann in der Industrie- und Handelskammer Hannover, unterbrochen nur während der Zeit der Auflösung dieser Organisation, an deren Wiedergründung er schon 1945 und noch vor dem Ende des Zweiten Weltkrieges beteiligt war.

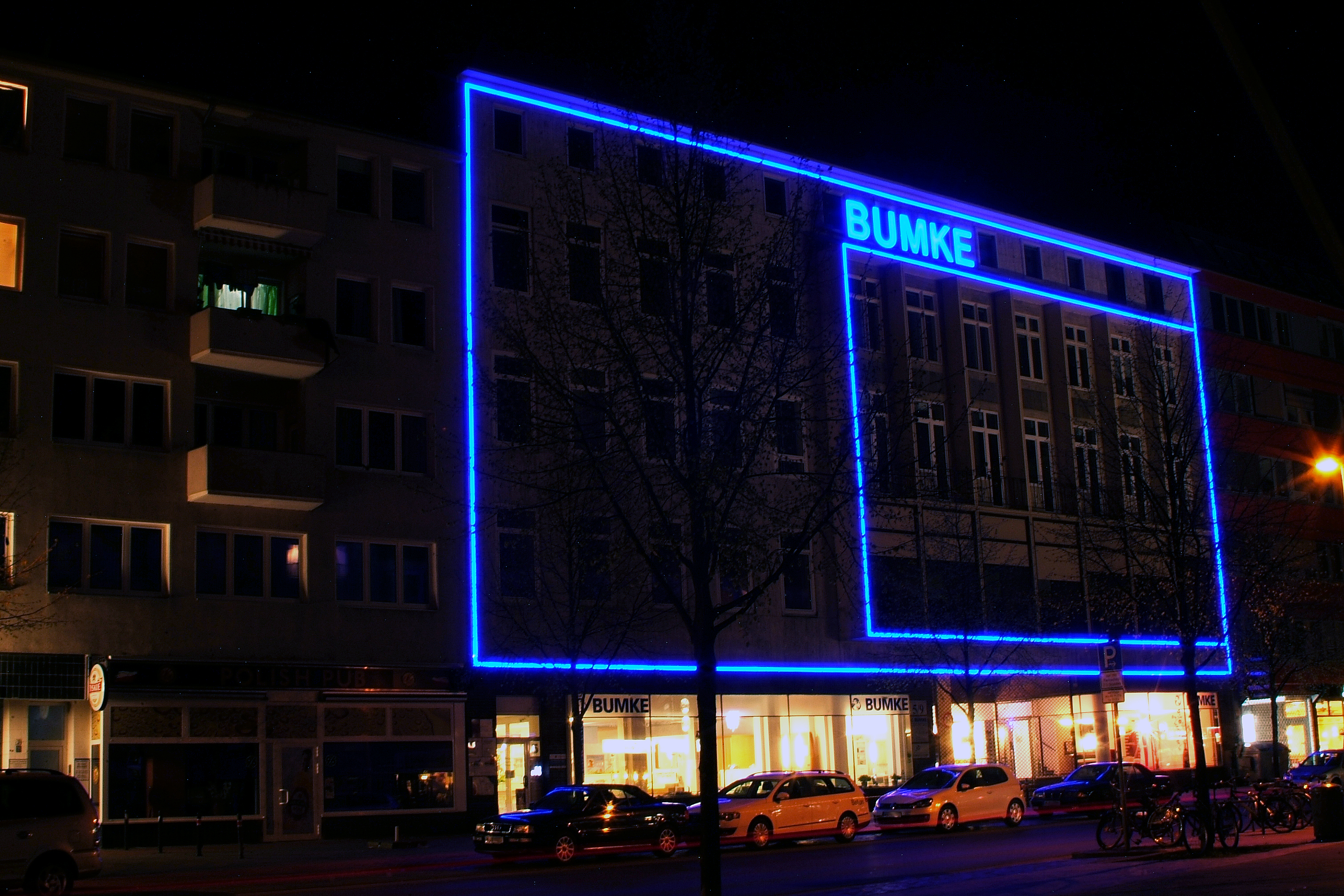
Hauptgebäude des Unternehmens Hermann Albert Bumke am Engelbosteler Damm in der Nordstadt von Hannover bei Nacht

Obwohl die Brand- und Sprengbomben während Luftangriffe auf Hannover die alten Geschäftsgebäude nahezu völlig zerstört hatten, baute Eduard Bergmann die Firma Bumke nach dem Krieg zügig zu einem der bedeutendsten Großhandelsunternehmen der Bundesrepublik Deutschland aus, zunächst am neuen Standort am Engelbosteler Damm in der Nordstadt und nicht zuletzt mit Hilfe seiner ihm in der Führung bald folgenden Tochter Inge.
Noch während der Zeit der Britischen Besatzungszone wurde Eduard Bergmann Vizepräsident der hannoverschen IHK, ein Amt, das er rund zwanzig Jahre bis 1965 innehaben sollte. Parallel dazu und darüber hinaus war er von 1946 bis 1969 auch Mitglied der Vollversammlung der IHK.
Ebenfalls gleich nach dem Krieg initiierte Bergmann die Gründung des Niedersächsischen Großhandelsbundes sowohl als Berufs- als auch als Arbeitgeberverband. Zwei Jahrzehnte leitete er dann als Vorsitzender diese Organisation und ebenso parallel dazu auch den Verein Großhandels-Schulungsheim Goslar im Harz.
Zudem wirkte Bergmann als Mitglied im Präsidium im Deutschen Groß- und Außenhandelsverband sowie in internationalen Gremien, außerdem als Mitglied im Beirat der Niedersächsischen Landesbank sowie im Aufsichtsrat der Deutschen Messe AG. Das Königreich Dänemark berief Bergmann zu seinem ehrenamtlichen Honorarkonsul.
Das Annastift in Hannover-Kleefeld unterstützte Bergmann sowohl als Sponsor wie auch als Mitglied des Kuratoriums.
Nach dem Tode seines Bruders übernahm Bergmann den väterlichen Hof. Bis zu seinem Tod im Jahr 1973 blieb Eduard Bergmann – ebenso wie der Konsul Erich Nain – Mitglied im Beirat der Wilhelm-Busch-Gesellschaft.

## Ehrungen
Eduard Bergmann wurde mit folgenden Auszeichnungen geehrt:
- 1962: Großes Verdienstkreuz des Niedersächsischer Verdienstordens;[5]
- 1966: Großes Verdienstkreuz des Verdienstordens der Bundesrepublik Deutschland;[5]
- 1966: Ritterkreuz des Dannebrog-Ordens;[5]
- 1970: Ehrenring der IHK Hannover[5]